# Nineta gravida
Nineta gravida is een insect uit de familie van de gaasvliegen (Chrysopidae), die tot de orde netvleugeligen (Neuroptera) behoort. 
Nineta gravida is voor het eerst wetenschappelijk beschreven door Banks in 1911.